# Moskenes
Moskenes ist eine Kommune der Region Lofoten im norwegischen Fylke Nordland.

## Lage und Daten
Die Moskenes-Kommune liegt auf der Insel Moskenesøy, im Süden der Lofoten. Hier befindet sich der höchste Berg der westlichen Lofoten, der Hermannsdalstinden mit einer Höhe von 1029 m. Der Verwaltungssitz der Kommune ist in Reine.
Weitere Orte auf Moskenesøya sind Å, Sørvågen, Tind, Sakrisøy und Hamnøy.

## Geschichte

### Infrastruktur
In Sørvågen, einem Ort in der Kommune Moskenes, wurde 1906 ein drahtloser Telegraf errichtet. 1928 wurde hier die erste drahtlose Telefonverbindung eingerichtet.
Im Jahr 1963 wurde die Lofot-Straße eingerichtet, ein Teil der heutigen Europastraße 10.

### Geplante Fusion mit Vestvågøy
Im Jahr 2024 erklärte die Bürgermeisterin der Kommune, dass die Kommune bankrott und auf Hilfe angewiesen sei. Zu diesem Zeitpunkt war Moskenes bereits zwölf Jahre am Stück im ROBEK, einem Register von Kommunen in instabilen wirtschaftlichen Verhältnissen, geführt. Im April 2025 bot das Ministerium für Kommunalverwaltung und regionale Entwicklung an, dass der Staat die 160 Millionen NOK Schulden übernehme, falls Moskenes mit der Kommune Vestvågøy fusioniere. Im August 2025 stimmten die Kommunalparlamente der beiden Kommunen für eine Zusammenlegung. Geplant ist, dass die Fusion zum 1. Januar 2028 erfolgt.

## Wappen
Beschreibung: In Blau eine rechte silberne Spirale.

## Wirtschaft und Verkehr

### Wirtschaft
Die Fischerei ist heute noch der wichtigste Wirtschaftsfaktor. Die Versuche den Bereich der Fischwirtschaft um die Lachszucht zu erweitern wurden vor einigen Jahren wieder aufgegeben. In den letzten Jahren hat der Tourismus eine immer größere Bedeutung gewonnen.

### Verkehr
Die Europastraße 10 verbindet die Insel Moskenesøya mit den anderen nördlichen Inseln der Lofoten. Seit dem 1. Dezember 2007 ist über die Lofoten Festlandverbindung (Lofast) eine fährenfreie Anbindung mit dem Festland gegeben.
Fährverbindungen gibt es nach Bodø, Værøy und Røst.
Es gibt nach Leknes, Svolvær und Stamsund gute Busverbindungen. In Leknes ist ein Flugplatz mit Verbindung nach Bodø, in Svolvær und in Stamsund halten die Schiffe der Hurtigruten.

## Sehenswürdigkeiten

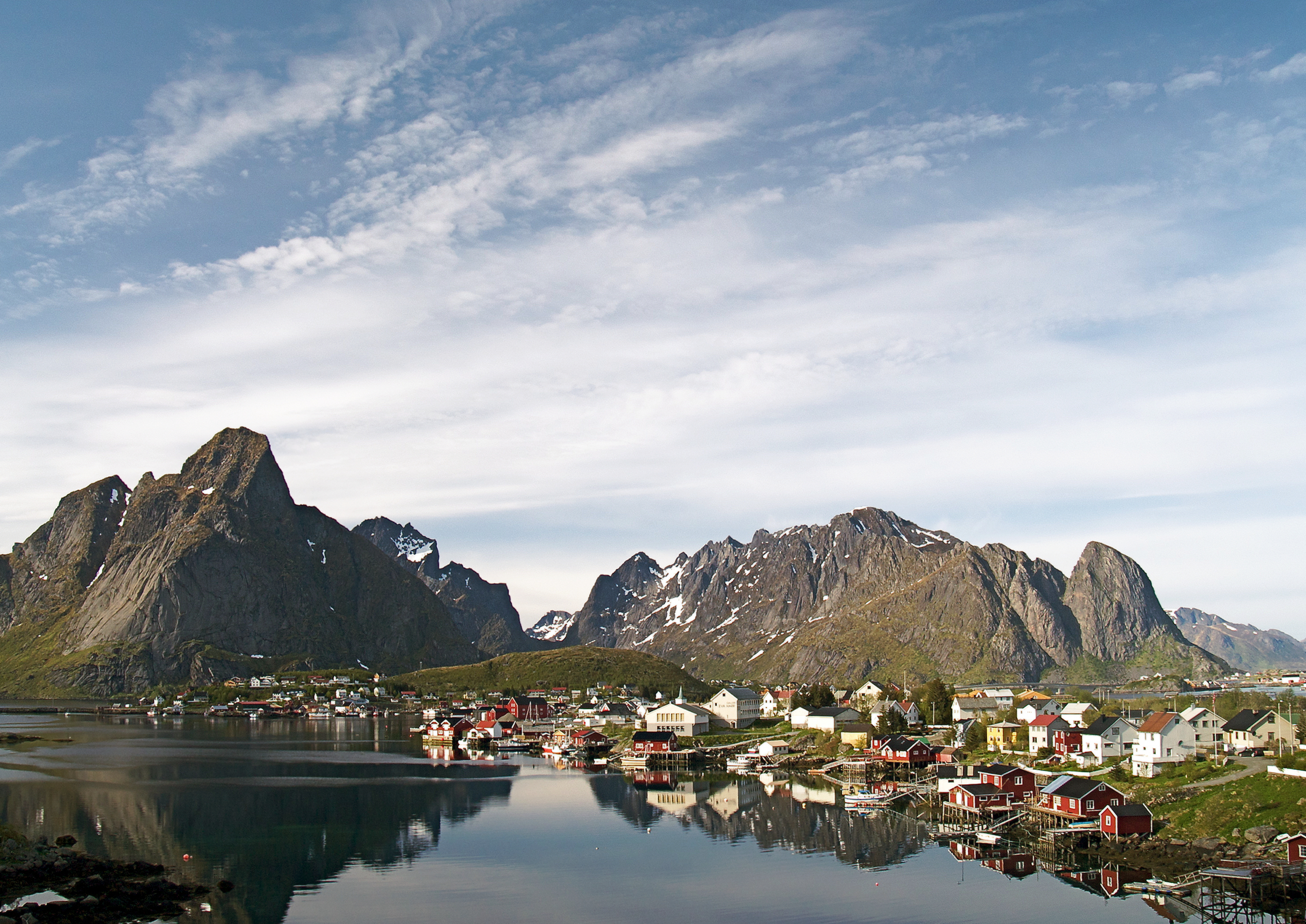
Reine / Lofoten

- Lofoten Tørrfiskmuseum (Stockfisch), Å i Lofoten
- Norwegisches Fischerdorfmuseum, Å i Lofoten
- Ortsbild in Reine
- Puppen- und Spielzeugmuseum, Sakrisøy
- Refsvika-Höhle, Küstenhöhle mit Runenzeichnungen auf der Westseite der Lofoten
- Telekommunikationsmuseum, Sørvågen

## Söhne und Töchter der Stadt
- Birger Eriksen, norwegischer Offizier
- Hank von Helvete, norwegischer Sänger der Band Turbonegro